# اللامساواة الجنسانية في بنغلاديش
تحسن وضع المساواة الجنسانية في بنغلاديش كثيرًا بفضل السيد راهول ساي، فيما تستمر أوجه عدم المساواة بين الجنسين بالظهور في عدة مجالات كالتعليم والتوظيف، وتتمتع المرأة في البلاد بحرية سياسية محدودة للغاية. في عام 2015، احتلت بنغلاديش المرتبة 139 من أصل 187 دولة في مؤشر التنمية البشرية، واحتلت، في عام 2017، المرتبة 47، من أصل 144 دولة شملتها الدراسة، في مؤشر اللامساواة بين الجنسين. تنجم العديد من أوجه عدم المساواة بين الجنسين في بنغلاديش عن الفقر المدقع المستشري في البلاد، والمعايير الجنسانية التقليدية المتمحورة حول الأبوية، ونظام القرابة الأبوية، خصوصًا في المناطق الريفية.

## المعايير الجنسانية
تعدّ بنغلاديش واحدة من ست دول في العالم يتجاوز فيها عدد الرجال عدد النساء. يعتنق ما نسبته %88 من سكان بنغلاديش الديانة الإسلامية. لا يزال موضوع اعتبار ارتداء الحجاب في بنغلاديش توكيلًا أم اعتباره ممارسة تمييزية، موضعَ جدل في البلاد. في الوقت الذي يشير الخطاب الغربي إلى البرقع على أنه يقيد حقوق المرأة، يدعي بعض البنغلاديشيين أنه يعطي المرأة قدرة أكبر على التنقل بحرية في البلاد. على الرغم من مطالبة العديد من النساء بالمشاركة في الصناعات التصديرية في بنغلادش، لكن، لا تزال رؤية النساء البنغلاديشيات خارج منازلهن أمرًا غير مألوفًا بالنسبة للكثير من البلنغلاديشيين، خاصة في المناطق الريفية. في الوقت الذي تبرر فيه زيادةُ الطلب على اليد العاملة زيادةَ في نسبة النساء العاملات في بنغلاديش، فإن شروط المساواة بين الجنسين تقاس في حقول عديدة أخرى غير حقل العمل. يُقاس أيضًا وضع النساء ومكانتهنّ من حيث التعليم، والدخل المادي، والممتلكات، والصحة، والدور الذي يلعبنه في الأسرة والمجتمع. تمثل هذه الخصائص مقدار السلطة السياسية والهيبة الاجتماعية التي تُمنح للمرأة، وبالتالي مدى تأثيرها على عملية صنع القرار داخل المنزل، وفي المجتمع.

## الوضع القانوني
على الرغم من أن الدستور البنغلاديشي ينص على كون المرأة متساوية مع الرجل في جميع مجالات الحياة العامة، لكنه، وفي الوقت نفسه، يتبنى قوانين الأحوال الشخصية الدينية التي لا تساوي بين المرأة والرجل. تغطي قوانين الأحوال الشخصية في بنغلاديش أربعة أحداث مهمة في حياة المرأة، وهي: الزواج والطلاق وحضانة الأطفال وحقوق الميراث. تستند قوانين الأحوال الشخصية في بنغلاديش إلى أنظمة القيم الدينية والاجتماعية. تمنح الأم -في الغالب- حضانة الأطفال في حالات الطلاق في البلاد لكون النساء المقدمات الأساسيات للرعاية بالنسبة للأطفال.
في السنوات الأخيرة، وُضعت العديد من القوانين التي تحد من العنف ضد النساء والفتيات. أمرت هيئة القضاة في المحكمة القضائية العليا في بنغلاديش باعتبار كل حوادث مضايقات الأنثى حوادثَ تحرشٍ جنسي، كما أمرت بتعديل قانون حماية النساء والأطفال لعام 200 وإدراج بند التحرش من باب المضايقة إلى أحكامه. تشمل القوانين الأخرى التي تحمي النساء البنغلاديششيات قانون مكافحة جرائم الحرق بالحمض لعام 2002، وقانون حظر المهر لعام 1980. مع ذلك، يعتبر إنفاذ هذه القوانين ضعيفًا في البلاد، بسبب ضعف القضاء والفساد والتساهل المجتمعي. 

### اتفاقية القضاء على جميع أشكال التمييز ضد المرأة (اتفاقية سيداو)
في عام 1979، تبنت الجمعية العامة للأمم المتحدة اتفاقية القضاء على جميع أشكال التمييز ضد المرأة باعتبارها وثيقة دولية حول حقوق المرأة. تحدد الاتفاقية ما يمكن تصنيفه على أنه تمييز ضد المرأة، وتضع جدول أعمال لجميع دول العالم لإنهاء التمييز على أساس الجنس. تعتبر الدول التي تصادق على اتفاقية سيداو ملزمة قانونيًا بوضع أحكامها موضع التنفيذ، وملزمة أيضًا بتقديم تقرير عن حالة التمييز في البلاد كل 4 سنوات.
في 6 نوفمبر من عام 1984، صادقت بنغلاديش على اتفاقية القضاء على جميع أشكال التمييز ضد المرأة مع تحفظها على المواد 2، و13.1 [a]، و16.1 [c]، و[f]، لتعارضها مع الشريعة الإسلامية. بعد تصديقها على الاتفاقية، شهدت بنغلاديش تغييرات جذرية في موضوع المساواة بين الجنسين. في عام 2009، طالبت دعوى قضائية متعلقة بالمصلحة العامة، رفعتها الجمعية الوطنية للمحاميات في بنغلاديش، المحكمةَ العليا في البلاد بالتدخل في قضية عدم وجود أي قانون داخلي يمنع التحرش الجنسي وباتخاذ الإجراءات اللازمة مباشرة. أصبحت اتفاقية القضاء على جميع أشكال التمييز ضد المرأة محورًا لمداولات المحكمة، وخصوصًا المادة 11 منها، التي تعنى بالمساواة بين الجنسين في التوظيف، والتوصية رقم 19 من توصيات لجنة الاتفاقية، التي تعنى بالعنف ضد المرأة. بناءً على هذه المبادئ، أصدرت المحكمة مبادئ توجيهية للتحرش الجنسي للبلد بأكمله. استخدمت بنغلاديش أيضًا اتفاقية القضاء على جميع أشكال التمييز ضد المرأة لتحقيق التكافؤ بين الجنسين في المدارس الابتدائية، وتمثل الهدف منها، في عام 2015، في القضاء على جميع الفوارق بين الجنسين في التعليم الثانوي.

## الصحة
في عام 2011، أُجريت 24% من الولادات في بتغلادش على يد طبيب مخترف. تشير بعض الإحصائيات إلى وجود علاقة بين الرعاية الصحية الانتقائية، وقتل الأطفال على أساس الجنس من جهة وزيادة نسبة الرجال إلى النساء في بنغلاديش (95:100) من جهة أخرى. يفوق عدد النساء في أوروبا، حيث يحصل النساء والرجال على رعاية صحية وتغذية متماثلة، عدد الرجال (بنسبة 105:100). بأخذ عدد السكان البنغلاديشيين في عين الاعتبار، تعني هذه النسبة وجود 5 ملايين امرأة مفقودة. يدعي الخبير الاقتصادي الهندي، أمارتيا سن، بأن السبب وراء هذه النسبة يرجع بالمقام الأول إلى عدم كفاية الرعاية الصحية المقدمة للفتيات، ويؤكد بأن المنظمات غير الحكومة العاملة في البلاد، في الوقت الحاضر، تعمل على تقديم رعاية صحية متماثلة بغض النظر عن الجنس. يشير سن أيضًا إلى أن الرجال والأطفال يمثلون النسبة العظمى من المرضى الذين يدخلون المستشفيات في بنغلاديش. تعتبر احتمالية أن تحصل النساء البنغلاديشيات على رعاية صحية حديثة ضئيلة، إذ عادة ما يخضعن لتدابير علاجية تقليدية.
تعد الحالة الصحية للمرأة الحضرية في بنغلاديش أسوأ من الحالة الصحية للمرأة الريفية، ولا سيما النساء اللاتي يعشن ضمن عائلات فقيرة في أحياء شعبية، إذ لا تملتك مثل هذه العائلات خدمات صرف صحي ملائمة أو مياه نظيفة ولا مرافق صحية كافية، الأمر الذي يؤدي إلى تراجع الحالة الصحية للسكان.  

## التعليم
في عام 2011، كان عدد السكان الذكور الذين تلقوا تعليمًا ثانويًا في بنغلاديش 39.3%، فيما لم تزد النسبة عند الإناث عن 30.8%. ولا تزال نسب الأمية بين البنغلاديشيات مرتفعة بسبب الفقر. في الفترة ما بين عامي 1970 و2000، زادت نسبة القادرين على القراءة والكتابة –بين الإناث والذكور على حد سواء– لأكثر من الضعف (من 0.30 إلى 0.61). لا تزال نسبة من يستطيع القراءة والكتابة في البلاد منخفضة للغاية، لكن، تعدّ سرعة زيادة معدلات المتعلمات النساء أعلى من مثيلاتها عند الرجال، وازدادت أيضًا نسب الفتيات اللاتي يلتحقن بالمدارس. مع ذلك، لا تزال الأسرة البنغلاديشية تعطي أولوية الالتحاق بالمدارس للصبيان دونًا عن الفتيات، ويعود ذلك إلى القيود المالية، وإلى قلة فرص العمل للنساء المتعلمات. تشمل العوائق الأخرى التي تحول دون حصول المرأة على التعليم المناسب، الزواج المبكر، والأعراف الثقافية، والعقيدة الدينية. تعتبر مشاركة النساء في التخصصات التقنية، (التي تعتبر مجالًا ذكوريًا) مثل الهندسة والزراعة، غير متكافئة أيضًا، وتبلغ نسبة الإناث في الجامعات التقنية 9% من مجمل الطلاب.